# Polyfluorène
On appelle polyfluorène, abrégé en PFO, un polymère composé d'unités fluorène très étudié pour ses propriétés électroluminescentes. Ces polymères permettent notamment la réalisation de diodes électroluminescentes organiques (OLED) émettant dans toute la gamme visible
.
La première diode photoluminescente en polymère a été réalisée avec un polyfluorène substitué, le poly(9,9-dihexylfluorène)
.
Des copolymères de fluorènes sont envisagés pour la réalisations de cellules photovoltaïques en polymères.

## Sources
- (en) Bernius MT, Inbasekaran M, O'Brien J, « Progress with Light-Emitting Polymers », Adv. Mater., vol. 12, no 23,‎ 2000, p. 1737–1750 (DOI 10.1002/1521-4095(200012)12:23<1737::AID-ADMA1737>3.0.CO;2-N)
- (en) Andrew C. Grimsdale and Klaus Müllen, « Polyphenylene-type emissive materials: Poly(para-phenylene)s, polyfluorenes, and ladder polymers », Emissive Materials Nanomaterials, vol. 199,‎ 2006, p. 1–82 (DOI 10.1007/11611967)
- (en) D. Y. Kim, H. N. Cho and C. Y. Kim, « Blue light emitting polymers », Prog. Polym. Sci., vol. 25, no 8,‎ 2000, p. 1089–1139 (DOI 10.1016/S0079-6700(00)00034-4)

## Articles liés
- Fluorène
- Cellule photovoltaïque en polymères
- Diode électroluminescente organique